# Эксельсиор (футбольный клуб, Сен-Жозеф)
«Эксельсиор» (фр. Excelsior) — реюньонский футбольный клуб из Сен-Жозефа. Выступает в чемпионате Реюньона. Домашней ареной клуба является стадион Поля Жюлиуса Бенара, вместимостью 13 тысяч зрителей. Клубный цвет — оранжевый.

## История

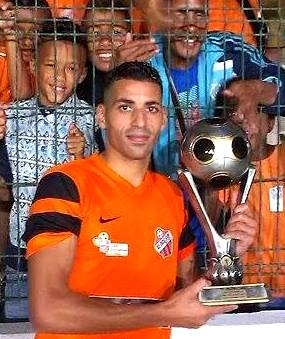
Момо Эль-Мадагри в футболке «Эксельсиора»

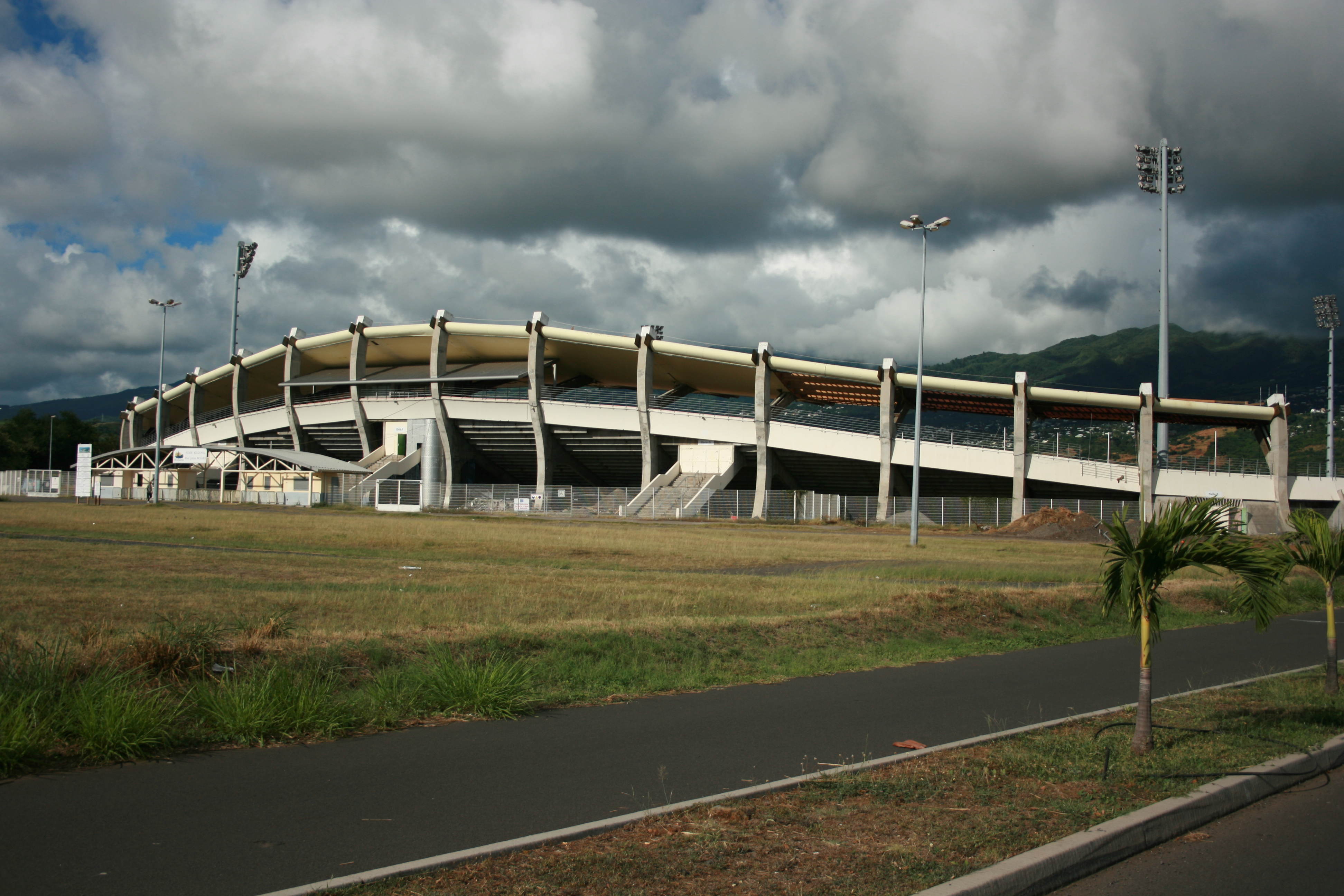
Домашний стадион

Футбольный клуб «Эксельсиор» основан в 1940 году.
Впервые успеха в чемпионате Реюньона команда добилась в 1974 году, а свой второй титул завоевала спустя 49 лет в 2023 году. В Кубке Реюньона команда побеждала 4 раза и 5 раз играла в финале. Также «Эксельсиор» 3 раза выигрывала в местном розыгрыше, позволяющем выступить команде в Кубке Франции.
В Кубке Франции команда играла 7 раз, дебютировав в 1974 году. С тех пор в турнире команда играла против таких коллективов, как «Брест», «Анже», «Аяччо», «Лилль» и «Ле-Ман».
На всеафриканском уровне «Эксельсиор» выступал один раз, приняв участие в Лиге чемпионов КАФ 2006 года, где выбыла после противостояния против мадагаскарского клуба «ЮСКА Фут».
В составе команды выступали игроки, имеющие опыт выступления за национальные сборные, такие как Жан-Хрисостом Рахарисон (Мадагаскар), Мансур Бутабаоб (Алжир), Рикардо Набот (Маврикий), Наби Яттара (Гвинея), Мухамаду Диав (Сенегал).

## Достижения
- Чемпион Реюньона (2): 1974, 2023
- Победитель Кубка Реюньона (4): 2004, 2005, 2014, 2015

## Последние результаты
| Сезон   | Див. | Место | Кубок Реюньона | Кубок Франции |      | Сезон | Див. | Место      | Кубок Реюньона | Кубок Франции |
| ------- | ---- | ----- | -------------- | ------------- | ---- | ----- | ---- | ---------- | -------------- | ------------- |
| 2010    | I    | 10    | 1/4 финала     | Финалист      | 2018 | I     | 3    | Финалист   | 1/2 финала     |               |
| 2011    | I    | 4     | 1/2 финала     | 1/4 финала    | 2019 | I     | 4    | 1/4 финала | 1/2 финала     |               |
| 2012    | I    | 6     | 1/16 финала    | 1/2 финала    | 2020 | I     | 1    |            | 1/2 финала     |               |
| 2013    | I    | 7     | 1/2 финала     | 1/2 финала    | 2021 | I     | 2    |            | 1/2 финала     |               |
| 2014    | I    | 2     | Победитель     | Победитель    | 2022 | I     | 3    | 1/2 финала | 1/2 финала     |               |
| 2015    | I    | 4     | Победитель     | Победитель    | 2023 | I     | 1    | 1/4 финала | 1/2 финала     |               |
| 2016/17 | I    | 5     | 1/8 финала     | Финалист      | 2024 | I     |      |            |                |               |
| 2017    | I    | 2     |                | Победитель    | 2025 | I     |      |            |                |               |

## Континентальный турнир
| Сезон | Турнир             | Этап   | Соперник | Дома | Гости | Общий     |
| ----- | ------------------ | ------ | -------- | ---- | ----- | --------- |
| 2006  | Лига чемпионов КАФ | предв. | ЮСКА Фут | 3-1  | 0-2   | 3-3 (в/г) |